# 溫德拉站

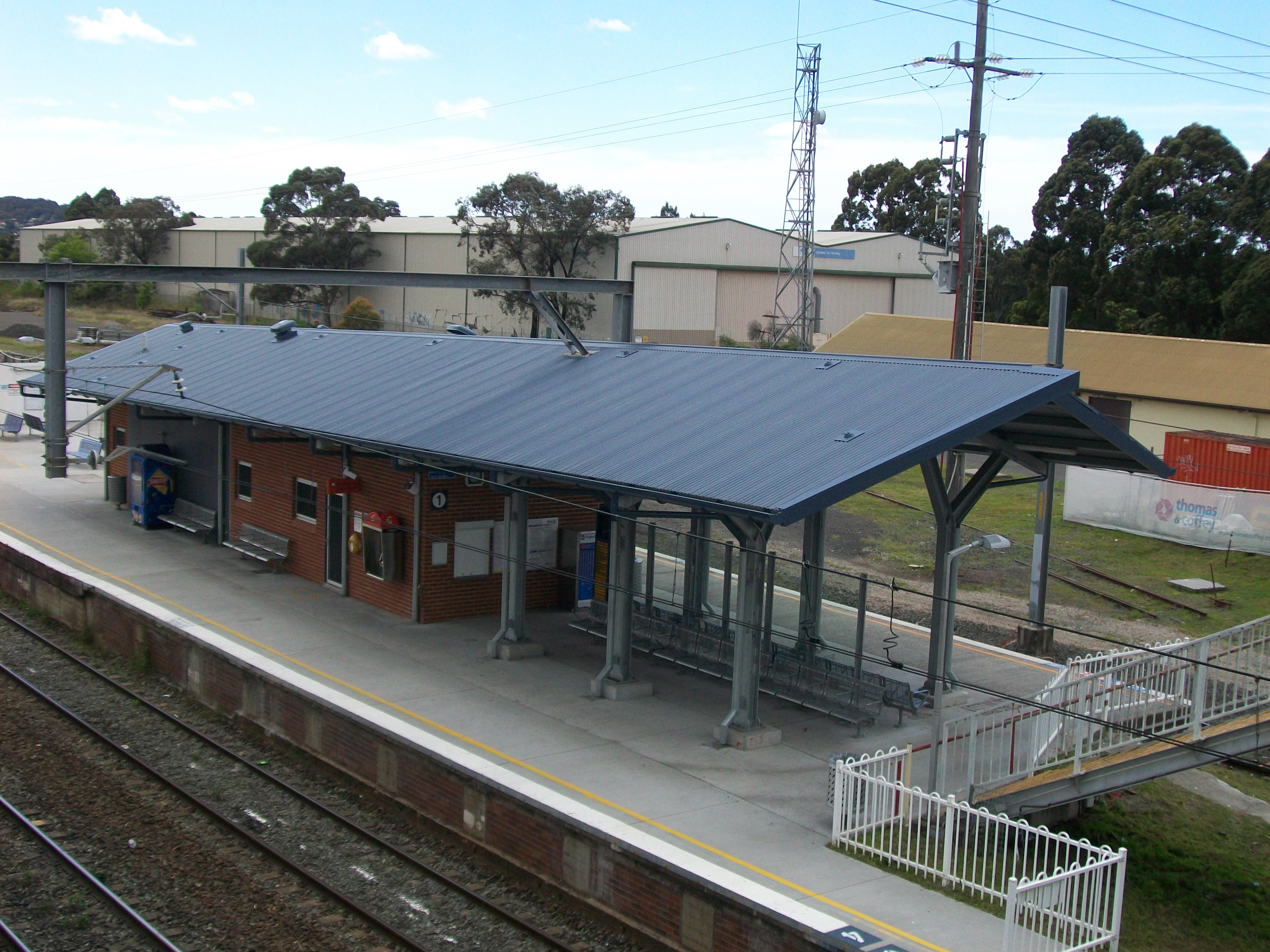

温德拉站（Unanderra railway station）是一个位于澳大利亚新南威尔斯州卧龙岗温德拉区的鐵路車站，车站建於1887年，現在是新南威尔斯州铁路南海岸线的一个車站，距离雪梨中央车站有88.273公里 。